# 絶体延命

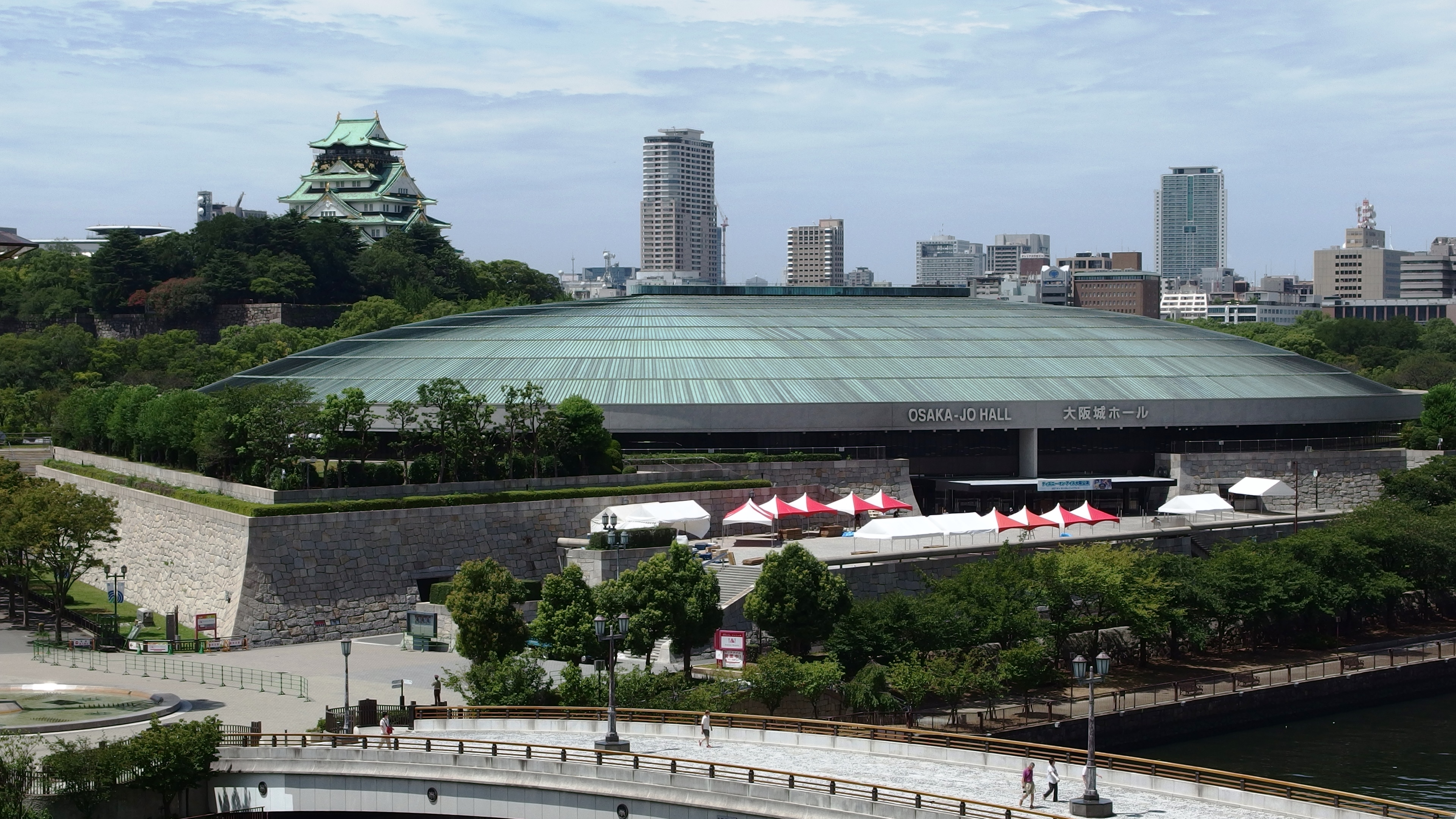
会場の大阪城ホール

『絶体延命』（ぜったいえんめい）は、2012年1月11日にEMIミュージック・ジャパンからDVD及びBlu-ray Discで発売された、日本のロックバンドRADWIMPSのライブビデオである。

## 概要
2011年3月9日に発売された、RADWIMPS6枚目のスタジオアルバム「絶体絶命」を携え、2011年4月から同年8月の約4ヶ月間にかけて行われた27都市37公演のライブツアー「RADWIMPS 絶体延命ツアー」から7月5日に行われた大阪城ホールのライブ映像を収録。なお、アンコールの「狭心症」のみ翌日6日の映像となっている。映像ディレクターは島田大介が務めている。
アンコールでは別日には「有心論」「マニフェスト」「ツクツク法師」などが披露された。
DVDおよびBlu-ray Disc共に、116ページのフォトブックが同梱される完全生産限定盤と通常盤の2仕様で発売された。

## チャート成績
2012年1月23日付けオリコンチャートのDVD総合、Blu-ray Disc総合ランキングで共に1位を獲得。同時に2冠を達成したのは、Mr.Childrenが2011年11月23日発売した「Mr.Children TOUR 2011 "SENSE"」以来男性アーティスト史上2組目となった。

## 収録曲
1. 億万笑者
2. DUGOUT
3. 透明人間18号
4. トレモロ
5. だいだらぼっち
6. 05410-(ん)
7. 学芸会
8. π
9. DADA
10. G行為
11. キズもの　未発表新曲、スタジオ音源化されていない。
12. やどかり
13. 携帯電話
14. ふたりごと
15. おしゃかしゃま
16. 君と羊と青
17. いいんですか？
18. ブレス　未発表新曲。のちに7th Album『×と〇と罪と』に収録される。
19. 救世主

アンコール
1. 狭心症

- エンドロールに野田洋次郎が8ミリビデオで撮影した映像と共に、横浜アリーナで演奏された「音の葉」がエンディングソングとして流れている。
- 隠しトラックにサイモン&ガーファンクル「明日に架ける橋」のカバー、「G行為」のミュージックビデオ、8ミリビデオで収められたライブリハーサル映像が収録されている。